# Sejong
Sejong (세종, 世宗), officiellt Sejong speciella självstyrande stad, är en provins och en kommun i Sydkorea. Den bildades 1 juli 2012. Staden byggdes med syfte att flytta huvudstaden från Seoul för att få ett mer jämställt styre av landet. Fram till 2015 skulle 36 myndigheter flytta till staden; endast presidenten av Sydkorea och försvars- och utrikesmyndigheter skall stanna i Seoul var tanken.  Beslutet att flytta huvudstaden togs 2002 men överklagades 2004 av högsta domstolen. 

## Namn
Sejong är uppkallat efter Sejong den store från Joseon eran, mannen som uppfann det koreanska alfabetet Hangul.

## Administrativ indelning
Centralorten Sejong har 262 000 invånare (okt 2020)  och är indelad i stadsdelarna Areum-dong, Boram-dong, Daepyeong-dong, Dajeong-dong, Dodam-dong, Goun-dong, Hansol-dong, Jongchon-dong, Saerom-dong och Sodam-dong. 
Området utanför centralorten Sejong är indelat i köpingen Jochiwon-eup, 45 000 invånare, och socknarna Bugang-myeon, Geumnam-myeon, Janggun-myeon, Jeondong-myeon, Jeonui-myeon, Sojeong-myeon, Yeondong-myeon, Yeongi-myeon och Yeonseo-myeon med tillsammans  49 000 invånare.